# Мікела Каррара
Мікела Каррара (19 травня 1997 , Аоста ) — італійська біатлоністка. Учасниця чемпіонатів світу.

## Результати за кар'єру
Усі результати наведено за даними Міжнародного союзу біатлоністів.

### Чемпіонати світу
| Змагання                  | Інд. перегони | Спринт | Перегони пер. | Мас-старт | Естафета | Змішана ес. | Од. змішана ес. |
| ------------------------- | ------------- | ------ | ------------- | --------- | -------- | ----------- | --------------- |
| Антгольц-Антерсельва 2020 | 49            | 67     | —             | —         | 10       | —           | —               |
| Поклюка 2021              | 31            | 23     | 38            | —         | 9        | —           | —               |

### Кубки світу
- Найвище місце в загальному заліку: 74-те 2021 року.
- Найвище місце в окремих перегонах: 23-тє.

#### Підсумкові місця в Кубку світу за роками
| Сезон     | Інд. перегони | Інд. перегони | Спринт | Спринт | Перегони пер. | Перегони пер. | Мас-старт | Мас-старт | Заг. залік | Заг. залік |
| Сезон     | Бали          | Місце         | Бали   | Місце  | Бали          | Місце         | Бали      | Місце     | Бали       | Місце      |
| --------- | ------------- | ------------- | ------ | ------ | ------------- | ------------- | --------- | --------- | ---------- | ---------- |
| 2020—2021 | 10            | 55            | 18     | 70     | 3             | 76            |           |           | 31         | 74         |

### Чемпіонати Європи
| Змагання    | Інд. перегони | Спринт | Перегони пер. | Змішана ес. | Од. змішана ес. |
| ----------- | ------------- | ------ | ------------- | ----------- | --------------- |
| Мінськ 2019 | 32            | 69     | —             | 8           | —               |